# High Volume Low Pressure
High Volume Low Pressure (HVLP, deutsch: hohes Luft-Volumen, niedriger Druck) ist ein international anerkanntes Niederdruckverfahren in der Lackiertechnik.
Beim Lackieren mit HVLP-Farbspritzpistolen (auch NR, nebelreduziert) wird das Spritzgut mit einem niedrigen Düseninnendruck von maximal 0,7 bar zerstäubt. Hierbei wird eine Material-Übertragungsrate von deutlich über 65 % erzielt. Farbspritzpistolen mit HVLP-Technologie sind seit 1988 aus Gründen des Umweltschutzes Pflicht in Kalifornien (Rule 1151). Ziel dieses Gesetzes ist, flüchtige organische Verbindungen (VOC) zu reduzieren, weil diese die Ozonschicht schädigen. Die HVLP-Technologie ermöglicht eine hohe Materialübertragungsrate durch einen niedrigeren Düseninnendruck von max. 0,7 bar oder 70 kPa (≈10,15 psi).
Um beim Lackieren mit HVLP-Lackierpistolen ein akzeptables Lackierergebnis zu erzeugen, bedarf es eines höheren Luftvolumens zur Zerstäubung des Spritzguts, als bei Hochdruck-Pistolen. Die benötigte Luftmenge von ca. 600–2000 Nl/min kann entweder durch eine Turbine oder durch einen Kompressor erzeugt werden.
Der Vorteil der HVLP-Technologie besteht in der hohen Materialübertragung. Der Lack wird konzentrierter auf das zu lackierende Werkstück aufgetragen, es entsteht weniger Overspray (Sprühnebel) und der Materialverlust wird daher reduziert. Besonders geeignet ist das HVLP-Lackieren bei dünnflüssigen Materialien mit geringer Viskosität. Auch wenn beim Lackieren mit HVLP-Lackierpistolen mehr Druckluft verbraucht wird, überwiegt die Einsparung des benötigten Lacks die Kosten für den höheren Luftverbrauch.
Für Hobbylackierer oder kleinere Betriebe, die nur über einen kleinen Kompressor verfügen, sind so genannte Compliant-Pistolen meist besser geeignet.